# Río Velíkaya (Chukotka)
El río Velíkaya (también conocido como Bolshaya y Onemen) (del ruso: Великая, Большая, Онемен) es un río asiático, uno de los principales ríos que discurre por la Siberia Oriental y desemboca en el estuario del Anádyr (mar de Bering). Tiene una longitud de 556 km y drena una gran cuenca de 31 000 km².
Administrativamente, todo el río, y su cuenca, pertenecen al distrito autónomo de Chukotka de la Federación de Rusia.

## Geografía
El río Velíkaya nace en la vertiente noroeste de los montes Koriakos, por la confluencia de sus dos fuentes: el Kujimveem (Куйимвеем) y el Kyl'vygejvaam (Кыльвыгейваам). A continuación discurre principalmente hacia el norte o noreste, a lo largo de la misma cadena montañosa. Luego llega a una amplia llanura, en la que el río tiene frecuentes brazos, islas y lagos y desagua finalmente en el estuario del Anádyr, a poca distancia de la desembocadura del río Anádyr, al fondo del golfo del Anádyr, después de 451 km (556 km si se considera el Kyl'vygejvaam). 
No hay ninguna ciudad a lo largo de su curso, ya que discurre en una de las zonas más remotas de Siberia, muy poco habitada, siendo el asentamiento más importante el pequeño poblado en la zona cercana a su estuario, llamado también Velíkaya. El río está congelado desde mediados de octubre hasta finales de mayo/principios de junio.
Las zonas de tundra en el curso medio e inferior del río se utilizan para el pastoreo de renos. Las ballenas beluga son comunes en las aguas del estuario.
Uno de los nombres nativos de este río es Echinku, por lo que en algunos documentos que hacen referencia al río en la época soviética, era denominado Velíkaya-Echinku.